# Pachycheles holosericus
Pachycheles holosericus is een tienpotigensoort uit de familie van de Porcellanidae. De wetenschappelijke naam van de soort is voor het eerst geldig gepubliceerd in 1921 door Schmitt.